# Korjakavia
La Korjakavia (in russo: Корякавиа)б conosciuta anche come Korjak Air, era una compagnia aerea russa con base tecnica e hub principale presso l'aeroporto di Tiličiki-Korf e hub secondario all'eliporto di Tiličiki, nel Territorio della Kamčatka, in Russia.

## Storia
- 1956 - la creazione di divisione di Aeroflot a Tiličiki.
- 20 gennaio 1993 - la riorganizzazione della divisione di Aeroflot-Tiličiki e la fondazione di Korjak Air Enterprise (in russo: Корякское Aвиапредприятие) sulla base della flotta di Aeroflot.
- 2001 - la creazione della compagnia aerea russa Korjakavia.
- 2005 - la Korjakavia ha trasportato 39,813 passeggeri e 2,482 t di merce.
- 2010 - la Korjakavia ha terminato le operazioni di trasporto in seguito alla fusione con l'azienda statale "Gli Aeroporti di Kamčatka" ed il passaggio della flotta della Korjakavia alla Petropavlovsk-Kamčatskij Air Enterprise per lo sviluppo della rete di voli di linea nella remota penisola Kamčatka dell'Estremo Oriente Russo con lo hub all'aeroporto di Petropavlovsk. Inoltre, con la decisione del Governo della Russia tutti gli aeroporti prima gestiti dalle compagnie aeree Korjakavia e Petropavlovsk-Kamčatskij Air Enterprise sono entrati a far parte della nuova Azienda Pubblica "Gli Aeroporti di Kamčatka" (in russo: "Аэропорты Камчатки").[1]

## Strategia
La compagnia aerea Korjakavia effettuava i voli di linea e i voli charter nel Circondario dei Coriacchi, nel Circondario federale dell'Estremo Oriente della Russia.
L'Aeroporto di Tilichiki-Korf si trova a 1070 km dall'Aeroporto di Petropavlovsk e a 370 km dall'Aeroporto di Palana.
La Korjakavia gestiva 6 aeroporti nel Circondario dei Coriacchi, 19 piste d'atterraggio ed eliporti.

## Flotta storica
Corto raggio
- Antonov An-28
- Antonov An-74T

Elicotteri
- Mil Mi-8T

## Incidenti
28 dicembre 2009 un elicottero Mil Mi-8T (numero di bordo RA-24209 prodotto nel 1987) della Korjakavia che effettuava un volo di linea regionale КФ9417 Anavgaj - Tigil'è precipitato a 70 km a nord dalla località Ėsso nel Bystrinskij rajon del Territorio della Kamčatka in seguito al sovraccarico ed il guasto del motore sinistro del velivolo nel volo durante attraversamento di un passo di montagne locali all'altitudine di 850 m.h Il pilota dell'elicottero si suicidò subito dopo l'incidente legandosi con una corda alla coda del velivolo. Altri due membri d'equipaggio sono stati salvati dalla Protezione Civile della Russia. Il 2 giugno 2010 la commissione governativa annunciò i risultati delle indagini della tragedia stabilendo che lo spegnimento del motore è accaduto in seguito di formazione di ghiaccio al suo interno durante il volo e che in ogni caso l'altitudine del velivolo non era sufficiente per riavviare il motore prima del impatto con terra. Lo spegnimento del motore provocò l'abbassamento critico della velocità dell'elicottero e l'incidente stesso.